# Porte Ronville
La porte Ronville est une ancienne porte de ville des remparts d'Arras.

## Histoire
La porte est bâtie en 1176.
Elle est dans les projets d'implantation de la citadelle d'Arras. En 1763, la forteresse autour de la porte est détruite et reconstruite dans un style pseudo-grec d'après les plans de M. de Sarcus.
En 1850, le conseil municipal d'Arras demande que la porte Ronville soit modifiée afin d'obtenir deux passages et un trottoir de chaque côté.

## Description

### Situation
Avant sa démolition, la porte Ronville se situait à l'intersection entre la rue Gambetta et le boulevard de Strasbourg.

### Dénomination
Elle était également nommée Porta rotunda ou Porta rotunda villæ. Ce nom pourrait venir de sa forme ronde.

## Dans les arts
Un poète crée les personnages fictifs de Colas et de Jacqueline. Ils habitent à la campagne à 8 ou 10 km de la porte Ronville. Et c'est par cette porte qu'ils font leur entrée.